# Герман Далматински
Герман Далматински (лат. Hermanus Dalmata) или Герман Словен (Hermannus Sclavus'), познат и као Херман Корушки (1110 — 1160) је био средњовековни словенски филозоф, научник, астроном, астролог, преводилац и важан посредник између европске и арапске науке и филозофије 12. века.
Радио је на првом европском преводу Курана на латински језик.

## Живот
Херман Далматин је рођен почетком 12. века на Истри, која се тада налазила у саставу Војводине Корушке, а данас у саставу Хрватске. Школовање је вероватно започео у бенедиктинском манастиру у Истри, да би касније наставио у Француској и Шпанији, од 1130. до 1135. године. Након студија путује по Средоземљу и Блиском истоку са својим школским колегом Робертом из Кетона. У Цариграду и Дамаску се упознаје с арапском науком, чијим дометима на пољу математике и астрономије је био потпуно очаран. Показивао је велики интерес и за науке других источњачких народа, посебно Индије. Око 1138. године се враћа у Шпанију и Француску (Лангедоку) преводи на латински језик арапске преводе старогрчких дела, као и многа изворна дела арапске културе. Око 1142. године Херман и Роберт срећу у Шпанији Петра Пречасног (1094—1156), опата из Клунија, који им је предложио да преведу Куран на латински језик. Њихов превод, завршен 1143. године и издат од стране Петра Пречасног под насловом Lex Mahumet pseudoprophete (Закон Мухамеда лажног пророка), представља први европски превод Курана.
Поред превођења, Херман Корушки пише и своје изворне радове. Претпоставља се да је умро око 1160. године.

## Дела
Његови најзначајнији списи:
- (О битима)
- (О употреби астролаба)
- превод Абу Машаровог Увода у астрономију[4]
- превод Птолемеје

Херман Словен се сматра једним од најважнијих посредника између европске и арапске науке и филозофије у средњем веку. По утицају се посебно истичу његови преводи с арапског на латински Абу Машаровог Увода у астрономију (Kitab al-madkhal ila ilm ahkam al nujum), Птолемејеве Планисфере (Planispherae) и исправка Аделардовог превода Еуклидових Елемента.
Своје најзначајније дело „О битима“ је завршио у Безјеу у Лангедоку 1143. године. У њему износи властити систем филозофије природе спајајући западноевропску традицију платонизма и арапску традицију Аристотелове природне филозофије. У делу De usu astrolabii (О употреби астролаба) износи сазнања о конструкцији и употреби астролаба које је стекао преводећи Птолемејево дело Планисфера на латински језик.
Сматра се да је својим делом утицао на радове многих европских научника, међу којима су: Доминго Гонзалес (De procesione mundi), Рудолф из Брижа, Бернард Силвестрис (Experimentarius; De universitate mundi), Данијел из Морлија (Liber de naturis inferiorum et superiorum), Хуго од Сантале (Liber de pluviis). Херманов превод Абу Ма'шаровог „Увода у астрологију“ познавали су и Тома Аквински и Роџер Бекон.